# 塞德萊茨-普爾奇采

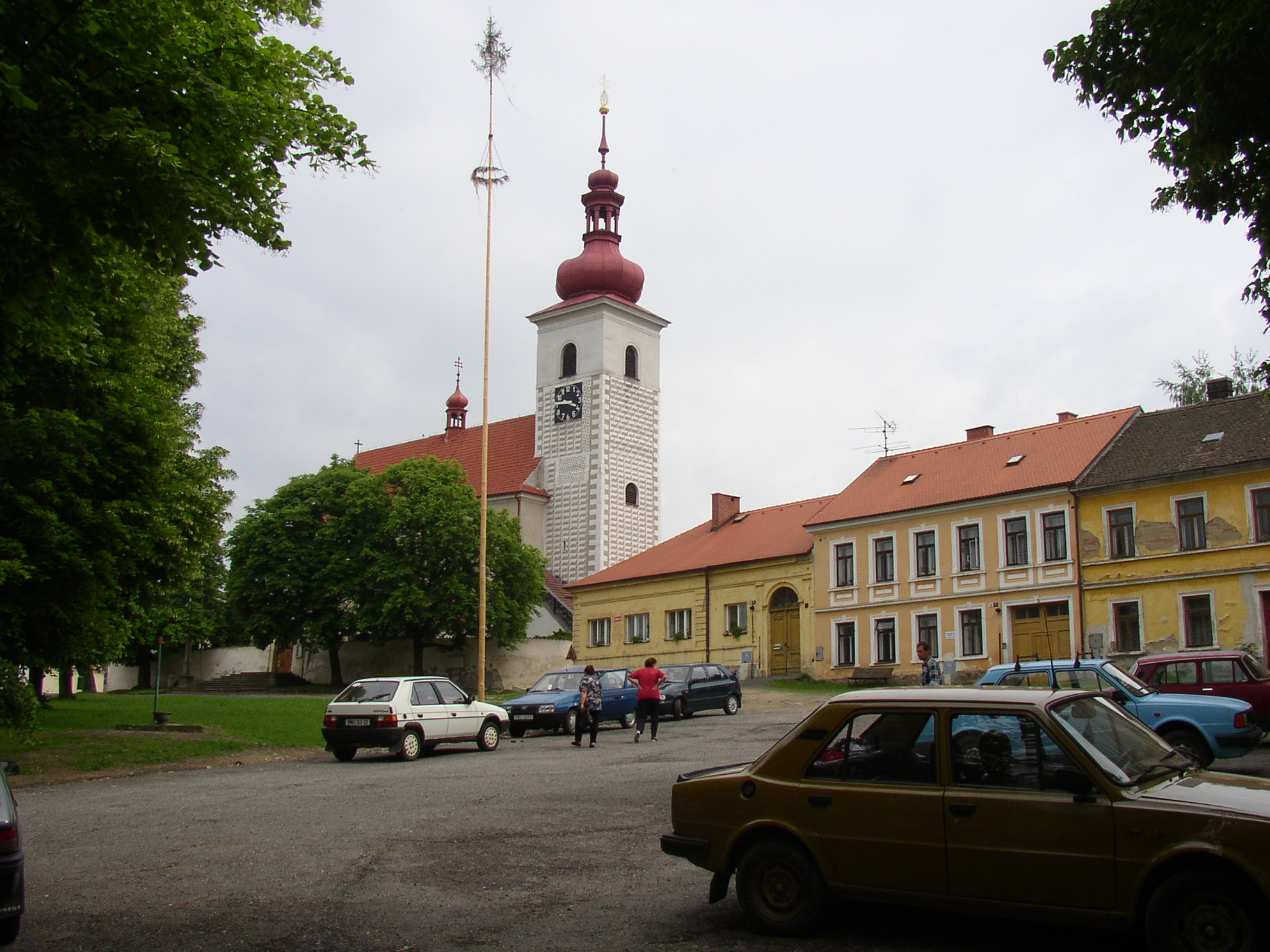

塞德萊茨-普爾奇采是捷克的城鎮，位於該國西部，距離首都布拉格60公里，由中波希米亞州負責管轄，面積64.11平方公里，海拔高度407米，2006年人口2,819。
]